# Mount Dickerson
Mount Dickerson är ett berg i Antarktis. Det ligger i Östantarktis. Nya Zeeland gör anspråk på området. Toppen på Mount Dickerson är 4 120 meter över havet, eller 103 meter över den omgivande terrängen. Bredden vid basen är 5,6 km.
Terrängen runt Mount Dickerson är bergig åt sydväst, men åt nordost är den kuperad. Trakten är obefolkad. Det finns inga samhällen i närheten. 